# Couchettes express
Pour plus de détails, voir Fiche technique et Distribution.
Couchettes express est un téléfilm français réalisé par Luc Béraud d’après un roman de Tonino Benacquista et diffusé le 10 aout 1994 sur France 2.

## Synopsis
Antoine est couchettiste sur le Paris-Venise. Payé au smic, il est chargé de collecter les billets et les passeports des voyageurs de sa voiture-couchettes de seconde classe. Comme il n’a pas vraiment la vocation, il expédie rapidement les affaires courantes pour s’enfermer dans sa cabine et rêver d’aventures en lisant Jack London. Mais cette fois-ci, un voyageur étrange a jeté son dévolu sur lui et ne le lâche plus. Jean-Bernard Bonassieu fuit la France pour échapper à de graves ennuis. Mais ce qui l’attend n’est guère plus engageant. Pour s’arracher aux griffes de Brandeburg, un puissant trafiquant d’organes humains, il oblige Antoine à le cacher et à ruser avec les contrôleurs et les douaniers de tout poil qui ne cessent de monter et de descendre de ce train international. Cette première irrégularité en entraîne d’autres et des rapports biscornus et chaotiques s’établissent entre Antoine et Jean-Bernard. En fait le fuyard est malade, une maladie inconnue qui intéresse les savants et surtout les laboratoires du monde entier, à la recherche de brevets pour créer des vaccins nouveaux. Bonassieu représente donc un trésor vivant que chacun cherche à s’approprier. Chaque arrêt du train est l’occasion de surprises et de dangers insoupçonnés. Lorsqu’au petit matin ils arrivent à Venise, Brandeburg est sur le quai, bien résolu mettre la main sur le malade. Aidé par son copain Richard, couchettiste de la voiture voisine, Antoine parvient à faire sortir Bonassieu du train à l’insu du trafiquant et de sa bande. Mais Venise n’est pas sûre et à Paris, des menaces planent sur la femme et les enfants de Bonassieu. Il doit donc renoncer à sa fuite et rentrer au plus vite. Après une journée enfermé dans un local sans fenêtre, il faut repartir. Le voyage de retour sera encore plus mouvementé parce que des rivaux de Brandeburg se mettent de la partie... ... et si le film est drôle, les personnages, eux, ne rigolent pas.

## Fiche technique
- Réalisateur : Luc Béraud
- Année de production : 1997
- Durée : 97 minutes
- Format : 1,33:1, couleur
- Son : stéréo
- Dates de premières diffusions :
  -  France : 10 aout 1994 sur France 2

Assistant : Michel Such

## Distribution
- Jacques Gamblin : Antoine
- Bernard Haller : Jean-Bernard Bonassieu
- Isabelle Renauld : Isabelle
- Marc Citti : Richard